# Strażnica KOP „Borki”

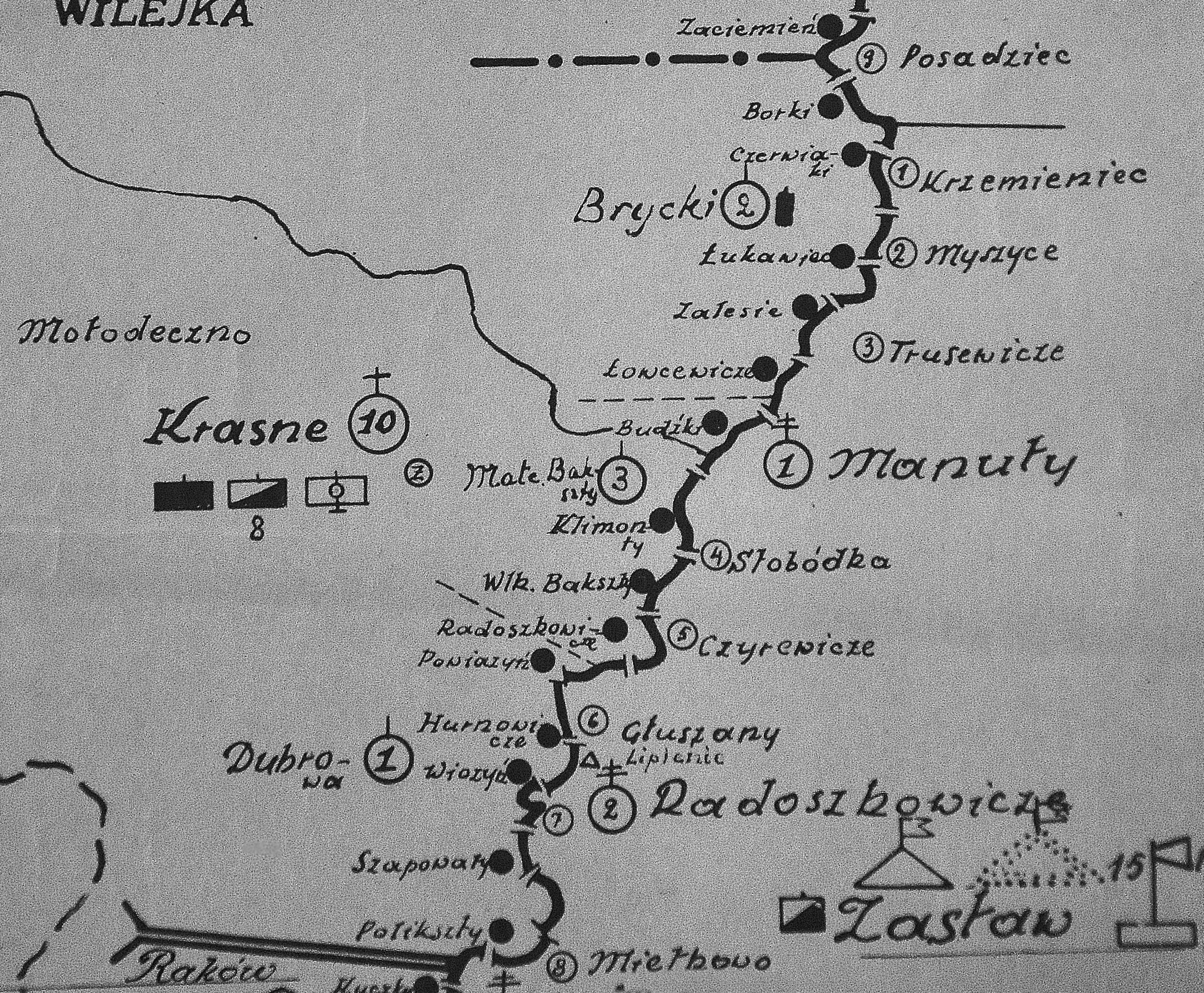
Rozmieszczenie batalionu KOP „Krasne” w 1931

Strażnica KOP „Borki” – zasadnicza jednostka organizacyjna Korpusu Ochrony Pogranicza pełniąca służbę ochronną na granicy polsko-sowieckiej.

## Formowanie i zmiany organizacyjne
W 1924, w składzie 3 Brygady Ochrony Pogranicza, został sformowany 10 batalion graniczny. W 1928 w skład batalionu wchodziło 17 strażnic. Strażnica KOP „Borki” w latach 1931–1939 znajdowała się w strukturze 2 kompanii KOP „Bryckie”  batalionu KOP „Krasne”. Strażnica liczyła około 18 żołnierzy i rozmieszczona była przy linii granicznej z zadaniem bezpośredniej ochrony granicy państwowej.
W 1932 obsada strażnicy zakwaterowana była w budynku KOP. Strażnicę z macierzystą kompanią łączyła droga polna długości 7 km.

## Służba graniczna
Podstawową jednostką taktyczną Korpusu Ochrony Pogranicza przeznaczoną do pełnienia służby ochronnej był batalion graniczny. Odcinek batalionu dzielił się na pododcinki kompanii, a te z kolei na pododcinki strażnic, które były „zasadniczymi jednostkami pełniącymi służbę ochronną”, w sile półplutonu. Służba ochronna pełniona była systemem zmiennym, polegającym na stałym patrolowaniu strefy nadgranicznej, wystawianiu posterunków alarmowych, obserwacyjnych i kontrolnych stałych, patrolowaniu i organizowaniu zasadzek w miejscach rozpoznanych jako niebezpieczne, kontrolowaniu dokumentów i zatrzymywaniu osób podejrzanych, a także utrzymywaniu ścisłej łączności między oddziałami i władzami administracyjnymi. Strażnice KOP stanowiły pierwszy rzut ugrupowania kordonowego Korpusu Ochrony Pogranicza.
Strażnica KOP „Borki” w 1932 ochraniała pododcinek granicy państwowej szerokości 6 kilometrów 750 metrów od słupa granicznego nr 477 do 483, a w 1938 pododcinek szerokości 12 kilometrów 270 metrów od słupa granicznego nr 477 do 496.
Wydarzenia:
- W meldunku sytuacyjnym z 29 stycznia 1925 napisano: Włościanie, którzy w pasie nadgranicznym między słupami 497 – 498 zbierali siano z łąk po sowieckiej stronie stwierdzili, że bolszewicy we wsiach Posadziec i Krzemieniec prawie co noc przeprowadzają rewizje w domach. Chłopi częste strzelanie tłumaczą chęcią zastraszenia mieszkańców w celu ułatwienia przeszukiwań[11].

Sąsiednie strażnice:
- strażnica KOP „Zaciemień” ⇔ strażnica KOP „Czerwiaki” - 1931, 1932[12], 1934[4]
- strażnica KOP „Zaciemień” ⇔ strażnica KOP „Zalesie” - 1938[5]